# Florentiner Topf
Der Florentiner Topf, auch Florentiner Flasche oder Florentiner Vase genannt, funktioniert nach dem Prinzip des Ölabscheiders und ist in der Praxis meist ein Bestandteil einer Apparatur zur Destillation ätherischer Öle.
Ätherische Öle sind oft leicht flüchtig (d. h., sie verdampfen bei höheren Temperaturen schnell). Sie werden daher oft mit Hilfe von Wasserdampf aus dem Pflanzenmaterial extrahiert (ausgezogen). Das dabei entstehende Gemisch von ätherischem Öl und Wasserdampf wird durch Kühlen wieder kondensiert und in eine Flasche geleitet (besagter Florentiner Topf). Dieses Verfahren heißt Wasserdampfdestillation
In dieser Flasche schwimmt das leichtere ätherische Öl auf dem schwereren Wasser. Am unteren Ende des Gefäßes befindet sich der Auslass für ein U-förmiges Rohr. Sobald der Flüssigkeitsstand im Florentiner Topf über die Höhe des Rohres ansteigt, beginnt das Wasser, aus der Flasche herauszufließen. Sinkt der Flüssigkeitsstand im Gefäß unter die Auslassöffnung des Rohres, endet das Ausströmen des Wassers automatisch. Somit bleibt in dem Florentiner Topf immer eine untere Wasserschicht zurück. 
Das ätherische Öl wird, sobald es eine ausreichende Schichtdicke im Topf erreicht hat, durch die obere Öffnung abgeschöpft.
Siehe auch: Fetttrennkanne